# Multi Commodity Exchange of India
Die Multi Commodity Exchange of India (MCX) ist Indiens größte Derivate- und Rohstoffbörse. Die Börse war der erste Marktplatz, der in Indien mit einem Börsengang im Februar 2012 an die Börse ging. MCX wurde 2003 gegründet und bietet Termin- und Optionskontrakte auf Basis- und Edelmetalle, Energien und Agrarrohstoffe an. Laut der jährlichen Umfrage der Futures Industry Association unter den Derivatebörsen der Welt im Jahr 2021 belegte die Multi Commodity Exchange of India gemessen am Volumen den 22. Platz mit 176,8 Millionen an der Börse gehandelten Kontrakten, was einem Rückgang von 19,97 Prozent gegenüber dem Vorjahr entsprach.

## Beteiligungen
MCX hält einen Anteil von 49 Prozent an der Dubai Gold & Commodities Exchange, wo Jignesh Shah als stellvertretender Vorsitzender gelistet ist. 

## Mitgliedschaften
Sie ist außerdem Mitglied der World Federation of Exchanges.

## Geschichte
Die MCX wurde im November 2003 von Financial Technologies (India) Ltd (FTIL) ins Leben gerufen, einem Finanzdienstleistungssoftwareunternehmen, das sich eine der vier Lizenzen sicherte, die angeboten wurden, als die indische Regierung 2002 ein langjähriges Verbot von Warenbörsen beendete. Seitdem ist MCX schneller gewachsen als seine beiden wichtigsten inländischen Konkurrenten, National Multi-Commodity Exchange (NMCE) und National Commodity & Derivatives Exchange (NCDEX), und ist heute die führende Derivatebörse des Landes. Das Unternehmen ging im Februar 2012 an die Börse und erregte große Aufmerksamkeit, da seine Aktien um 26 Prozent gegenüber dem Ausgabepreis stiegen. Financial Technologies war der größte Anteilseigner der Börse gewesen, aber seine Spitzenmanager wurden im Dezember 2013 als „nicht geeignet“ erachtet, eine Börse in Indien zu leiten. Financial Technologies hielt zunächst 64 Prozent der Anteile an MCX, reduzierte diesen Anteil jedoch bis 2013 auf 26 Prozent. Als die Aufsichtsbehörden hart gegen das Unternehmen vorgingen, war es gezwungen, seinen Anteil bis Ende 2013 auf weniger als 2 Prozent zu reduzieren. Weitere Gründungsaktionäre waren die State Bank of India, die Union Bank of India und die HDFC Bank. Eine Tochtergesellschaft von Fidelity erwarb im Februar 2006 einen Anteil von 9,24 Prozent für 49 Millionen US-Dollar, und Citigroup und Merrill Lynch kauften im September 2007 jeweils einen Anteil von 5 Prozent. NYSE Euronext übernahm im Juni 2008 einen Anteil von 5 Prozent an der Börse. Im September 2013 hielt das Unternehmen einen Anteil von 4,73 Prozent, verkaufte es jedoch im vierten Quartal 2013 fast vollständig.